# Jack Hickey (Schauspieler)
Jack Hickey (* 21. November 1989 in Irland) ist ein irischer Schauspieler in Film und Fernsehen. Er spielte Rollen in Filmen wie The Light of Day oder Mary Shelley.

## Leben und Karriere
Jack Hickey wurde in Irland als Sohn einer Theaterschauspielerin geboren, die zwanzig Jahre in der Abbey Theater Company tätig war. Sein Vater arbeitet beim Film. Seine Mutter ermutigte ihn schließlich, Schauspielunterricht zu nehmen. Zu Beginn seiner Schauspielerlaufbahn trat Hickey in einer Reihe von Kurzfilmen auf, bevor er 2014 die Hauptrolle in der kleinen Independent-Produktion The Light of Day bekam. Danach spielte er im Fernsehen Rollen in populären Serien wie Penny Dreadful, Vikings, Game of Thrones, Jericho oder in der seit 1972 laufenden preisgekrönten Fernsehserie Emmerdale. Darüber hinaus wirkte er im Jahr 2017 neben Schauspielern wie Elle Fanning, Maisie Williams oder Bel Powley in der Mary Shelley-Verfilmung unter der Regie von Haifaa Al Mansour mit.
Jack Hickey lebt in Dublin und London.

## Filmografie (Auswahl)

### Kino
- 2012: Keys to the City
- 2014: The Light of Day
- 2017: Mary Shelley
- 2019: Angriff aus der Tiefe (Sea Fever)
- 2020: DannyBoy

### Fernsehen
- 2015–2016: Penny Dreadful (Fernsehserie, 11 Episoden)
- 2015: Vikings (Fernsehserie, 1 Episode)
- 2015: Game of Thrones (Fernsehserie, 1 Episode)
- 2015: Inspektor Jury: Mord im Nebel (Fernsehfilm)
- 2016: Rebellion (Fernsehminiserie, 1 Episode)
- 2016: Jericho (Fernsehserie, 2 Episoden)
- 2017: Emmerdale (Fernsehserie, 10 Episoden)
- 2020: Is This Coercive Control? (Fernsehfilm)
- 2022: Vikings: Valhalla (Fernsehserie, 1 Episode)

### Kurzfilme
- 2011: Pairs & Spares
- 2012: Missing
- 2012: Willa
- 2012: Before We Wake
- 2013: Grosvenor Square
- 2013: A Big Deal
- 2013: I Don’t Mind
- 2013: Fortune
- 2014: Deadbook